# 막심 보시
막심 장 마르셀 보시(프랑스어: Maxime Jean Marcel Bossis maksim ʒɑ̃ maʁsɛl bɔsis[*], 1955년 6월 26일, 페이 드 라 루아르 지방 생-앙드레-트레즈-부아 ~)는 프랑스의 전직 프로 축구 선수로, 현역 시절 수비수로 활약했다.
보시는 현역 시절 대부분을 낭트에서 보내며 소속 구단의 디비시옹 1 3회 우승, 쿠프 드 프랑스 1회 우승에 일조했다. 그는 프랑스 국가대표팀 경기에 76경기 출전(1골 득점)하였고, 유로 1984를 우승하고 2번의 월드컵 준결승전에 진출했다.

## 클럽 경력
보시는 방데 주 생-앙드레-트레즈-부아 출신이다. 낭트에서 1970년대부터 1980년대까지 이어지는 구단의 최전성기에 활약한 오랜 기간 주전으로 활약한 전설로, 그는 주로 좌측 측면 수비수 활동했지만, 다른 여러 수비 역할을 맡을 수 있었다. 보시는 현역 시절에 주로 낭트의 우측 수비를 맡아 1977년과 1980년 리그 우승에 일조했고, 반대편인 좌측은 티에리 투소가 주로 맡았지만, 1981년에 들어 보시는 좌측으로 자리를 옮겼다. 보시는 낭트가 1976년부터 1981년까지 우승 아니면 준우승의 성적을 내는데 일조했다. 낭트는 1983년에 3번째 리그 우승을 손에 넣었는데, 당시 2위를 차지한 보르도와는 무려 승점 10점차였다. 1985년, 보시는 야심만만한 라싱 파리로 이적했지만, 파리 연고의 구단은 거액을 들여 엔초 프란체스콜리와 피에르 리트바스키를 영입하고도 큰 성과를 거두지 못했다. 보시는 1990년에 낭트로 돌아와 말년 1년을 더 보내면서 차세대 프랑스 국가대표로 수비를 책임질 마르셀 드사이와 한배를 타고 축구화를 벗었다.
보시는 1979년과 1981년에 프랑스 풋볼로부터 올해의 축구 선수로 지명되었다.

## 국가대표팀 경력
보시는 프랑스 국가대표 선수로 10년을 활동하며 1978년, 1982년, 그리고 1986년 월드컵에 참가해 후자의 두 대회에서 준결승전까지 올랐다. 그는 1982년 월드컵에서 서독과의 준결승전에서 마지막 승부차기 주자로 나서서 실축한 것으로 회자된다. 승부차기에서 4-4 동률인 가운데 보시가 주자로 나서서 실축했고, 뒤이어 호르스트 흐루베슈가 서독의 마지막 주자로 나서서 골망을 흔들면서 결승행의 주인공은 서독이 되었다. 보시는 안방에서 열린 프랑스의 1984년 유럽 선수권 대회 우승에도 큰 공을 세웠다. 1985년부터 1992년까지, 그는 프랑스 국가대표팀 역대 최다 출전 선수로 이름을 올렸고, 이 기록은 마뉘엘 아모로스가 82번째 경기를 출전하면서 경신했다. 그는 15번의 월드컵 경기에 출전한 프랑스의 역대 최다 월드컵 출전 선수였지만, 이 기록도 2006년에 파비앵 바르테즈가 경신했다.

## 사생활
보시의 동생 조엘도 프로 축구 선수로 활동하며 샤무아 니오르테 역대 최다 출전 및 득점 기록을 세웠다.

## 은퇴 후
1991년에 축구화를 벗은 후, 보시는 잠깐 축구 행정일을 했는데, 쿠프 드 프랑스 조직위원회를 역임했고,(1993–1995) 뒤이어 생-테티엔의 단장을 맡았다.(1996–1997) 그는 이후 텔레비전 해설가로서의 인생을 시작해 TPS, 오랑주 스포르를 거쳐 2014년부터 비인스포츠에서 활동한다.

## 수상
낭트
- 디비시옹 1: 1976–77, 1979–80, 1982–83
- 쿠프 드 프랑스: 1978–79

프랑스
- 유럽 선수권 대회: 1984
- 코파 아르테미오 프란키: 1985
- 월드컵
  - 3위: 1986
  - 4위: 1982

개인
- 프랑스 올해의 축구 선수: 1979, 1981[4]